# باغ‌های معلق بابل

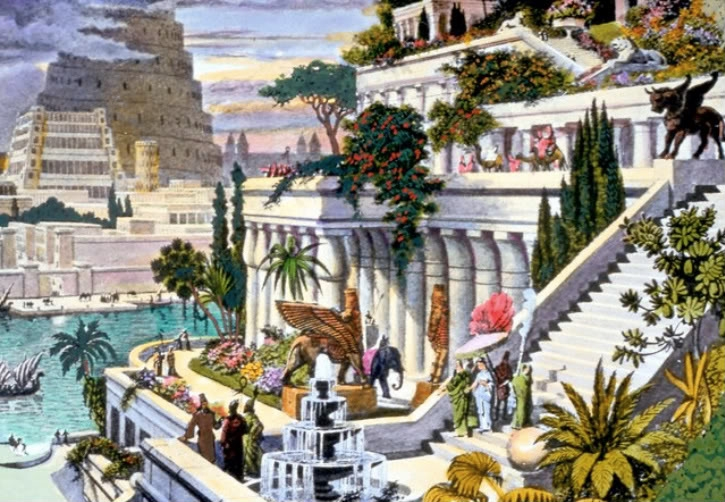
یک نقاشی از باغ‌های معلق بابل (و آسمان خراش بابل در دورنمای تصویر) که در قرن شانزدهم میلادی به تصویر کشیده شده است.

باغ‌های معلق بابل یا باغ‌های معلق آمیتیس و دیوارهای بابل (عراق کنونی) یکی از عجایب هفتگانه بوده‌اند. از این باغ‌ها به عنوان شاهکارهای مهندسی متشکل از مجموعه‌ای از باغ‌های ردیفی شامل طیف متنوعی از درخت‌ها، بوته‌ها، و شاخه‌ها شبیه به کوه سبز بزرگی ساخته شده از آجر یاد شده است. هردو این آثار ظاهراً به دستور بخت‌النصر دوم در حدود ۶۰۰ سال پیش از میلاد ساخته شده است.
این آثار در نوشته‌های مورخان یونانی مانند استرابو و دیودوروس سیکولوس ذکر شده است ولی همچنان در مورد وجود آن‌ها ابهاماتی هست. در حقیقت در هیچ‌یک از نوشته‌های بابلی در مورد وجود این باغ مطلبی ذکر نشده اتد است. در طول قرن‌ها این منطقه با باغ‌های نینوا درآمیخته ولی در حکاکی‌های موجود در آن نواحی روش‌های انتقال آب رودخانه فرات به ارتفاعی که برای این باغ‌ها احتیاج بوده است، آورده شده است.
این باغ‌ها برای خوشحال کردن همسر بخت‌النصر که بیمار بوده است ساخته شده‌اند. امیتیس دختر هوخشتره (پادشاه ماد) با بخت‌النصر ازدواج کرد تا میان دو قوم صلح پایدار برقرار گردد.
سرزمین ماد که آمیتیس از آن می‌آمد سرزمینی سرسبز و کوهستانی و پوشیده از گیاهان و درختان مختلف بود ولی سرزمین بابل در منطقه‌ای مسطح و فلاتی خشک قرار گرفته بود.
یکی از دلایل بیماری آمیتیس هم دوری او از سرزمین خوش آب و هوای خود بود بنابراین بخت‌النصر تصمیم گرفت باغ‌های معلق بابل را در ارتفاع برای همسر خود بسازد.
واژهٔ معلق که برای این باغ‌ها استفاده می‌شود در حقیقت به این معنی نیست که باغ‌ها به‌وسیله طناب یا ریسمان به یکدیگر متصل بوده‌اند بلکه احتمالاً ترجمهٔ اشتباه کلمه‌ای یونانی به معنای تراس یا بالکن بوده است.
استرابو در قرن اول قبل از میلاد می‌نویسد: تراس‌ها در طبقاتی روی یکدیگر واقع شده بودند و هرکدام دارای ستون‌های سنگی مکعب شکل توخالی بوده‌اند که توسط گیاهان پوشیده شده بود.
تحقیقات بیشتر در منطقه بابل منجر به یافتن پایه‌های این ستون‌ها شده است.
چون باغ مانند دامنه یک تپه شیب داشت و بخش‌های متعدد آن طبقه طبقه روی هم قرار گرفته بودند، منظره کلی آن مانند یک باغ معلق بود. وقتی صفه‌های پلکانی صعودی ساخته شدند، در زیر آن‌ها تالارهایی احداث شد و درخت‌هایی در آن‌ها و بالای آن‌ها کاشته شد که به تدریج روی یکدیگر رشد کردند… سقف‌های این تالارها با شاه‌تیرهایی از جنس سنگ به طول ۱۶ پا محافظت می‌شد…! سقف روی این شاه‌تیرها نخست با لایه‌ای از نی که در لابه‌لای آن‌ها مقدار زیادی قیر ریخته شده بود پوشانده و روی آن آجر پخته که در میان آن‌ها آهک ریخته بودند قرار داشت. لایه سوم از سرب بود و سپس خاک ریخته می‌شد که رطوبت آن به پایین نفوذ نکند. در پایین نیز زمین به اندازه کافی کنده می‌شد تا درختان بزرگتر بتوانند ریشه بدوانند و زمین با هر نوع درخت کاشته شده بود و چون همه تالارها به حد کافی نور می‌گرفتند، جایگاه‌های متعدد سلطنتی با تصاویر بسیار در آن احداث گردید و در یکی از تالارها شکافی ایجاد شده بود و در آن تجهیزاتی گذاشتند که آب تمام باغ را به حد وفور از رودخانه می‌گرفت و به همه جا توزیع می‌کرد.
بنابر تحقیقات گسترده باستان‌شناسی در سال‌های اخیر، می‌توان حدس زد که شهرهای تاریخی متعدد در بخش‌هایی از اردن کنونی همچون شهر پِترا
پترا و در شمال غربی عربستان مانند شهر هِگرا وجود این باغ‌های معلق را تأیید می‌کنند؛ زیرا معلق در واقع به معنی این است که این شهرها در دل کوه ساخته شده‌اند. این شهرها در واقع در اوج تمدن نَبَطی‌ها بوجود آمده‌اند که از قرن‌های قبل از تولد مسیح تا چند سده بعد از میلاد مسیح در این منطقه از نظر اقتصادی می‌درخشیدند و در واقع نقش بسیار پر رنگی در تجارت و بازرگانی منطقه بازی می‌کردند. حتی چ‌های متعددی از بخش‌های مختلف این شهرها یافت شده‌اند که دلالت بر وجود یک حکومت مرکزی قدرتمند می‌باشد. به معلق بودن و لبالب بودن این باغ باید نگریست که بشر را متعجب و متحیر می‌کند.

## کتابشناسی
- ناردو، دان (۱۳۸۰). امپراتوری ایران. چاپ دوم (به پارسی). ترجمهٔ مرتضی ثاقب‌فر. تهران: انتشارات ققنوس. شابک ۹۶۴-۳۱۱-۲۵۷-۸.